# Никодим (Ковальов)
Архієпископ Никодим (в миру Микола Агафонович Ковальов; 7 липня 1968, Вінниця, УРСР) — древлеправославний архієпископ Київський та всієї України.

## Біографія
Микола Агафонович Ковальов народився 7 липня 1968 року в Вінниці. Батьки були старовірами, предки яких переселилися з території сучасної Росії. Батько майбутнього єпископа пройшов трудовий шлях від землекопа до керівної посади головного диспетчера Облагробуду, найбільшої будівельної організації в Вінниці. Мати шила церковний одяг і митри, реставрувала старовинне церковне начиння. Микола відвідував древлеправославний храм у м.Вінниця.
З 1975 року навчався в загальноосвітній школі і відвідував школу естетичного виховання.
Після закінчення восьми класів середньої школи, вступив до Вінницького училища культури і мистецтв. 26 років Микола Ковальов викладав низку предметів зі сфери музичного мистецтва в школі естетичного виховання. Одружений не був.
31 травня 1992 року єпископом Київським і всієї України Іваном (Витушкиним) Ковальов був рукопокладений у читця. Його духовним батьком був священник Сергій Маслов. Після упокоєння Маслова духовним батьком став священник Кондрат Кляузов з села Нова Некрасівка Одеської області.
6 грудня 2009 року в Києві архієпископ Київський всієї України Саватій (Козко) рукопоклав Миколу в сан диякона до храму міста Балта, Одеської області.
У 2013 році єпископом Київським і всієї України Саватієм (Козко) диякон Микола Ковальов був рукопокладений в сан ієрея. Після цього залишив світську роботу та повністю присвятив себе церковному служінню.
У 2015 році призначений настоятелем старообрядницького храму Покрова Пресвятия Богородиці в місті Жмеринка, а Іоанн Кузьмін став настоятелем в с.Жуківці
18 жовтня 2016 року члени Освяченого Собору Руської Православної старообрядницької Церкви обрали ієрея Миколу Ковальова кандидатом в єпископи на Київську єпархію. 19 жовтня була оголошено рішення Архієрейського Собору про обрання кандидата на кафедру Київську та всієї України — всі присутні на засіданні Собору єпископи підтримали кандидатуру ієрея Миколи Ковальова. Між соборними засіданнями прийняв чернечий постриг з ім'ям Никодим.
11 грудня 2016 року в Покровському кафедральному соборі був рукопокладений в сан єпископа. Хіротонію здійснили: митрополит Корнилій, єпископ Донський і Кавказький Зосима (Єремєєв), єпископ Ярославський і Костромської Вікентій (Новожилов), єпископ Кишинівський та всієї Молдови Євменій (Міхєєв), єпископ Казанської-Вятський Євтимій (Дубина) та єпископ Томський Григорій (Коробейников).
З 17 по 19 жовтня 2017 року на Освяченому Соборі Руської Православної старообрядницької Церкви було прийнято рішення про присвоєння кафедрі Київській та всієї України — статусу архієпископії та прийнято рішення про возведення єпископа Никодима (Ковальова) у сан архієпископа.
29 квітня 2018 року в Успенському храмі Києва відбулося урочисте возведення епископа Никодима в сан архієпископа, яке здійснив єпископ Кишинівський та всієї Молдови Євменій (Міхєєв) та єпископ Томський Григорій (Коробейников).